# Glacier Fry
Pour les articles homonymes, voir Fry.
Le glacier Fry est un glacier bordant le chaînon Convoy et le chaînon Kirkwood, dans la chaîne Transantarctique, dans la Terre Victoria en Antarctique.
Il est découvert par l'expédition Nimrod (1907–1909) et nommé par l'un des mécènes de l'expédition.